# Lacul lui Bârcă
Lacul lui Bârcă este o arie protejată de interes național ce corespunde categoriei a IV-a IUCN (rezervație naturală de tip botanic, situat în județul Argeș, pe teritoriul administrativ al comunei Davidești.

## Descriere
Rezervația naturală declarată arie protejată prin Hotărârea de Guvern Nr.2.151 din 30 noiembrie 2004, se află în la extremitatea sudică a piemontului ce coboară din Munții Iezer-Păpușa, în partea vestică a satului Conțești și se întinde pe o suprafață de 20,40 hectare.

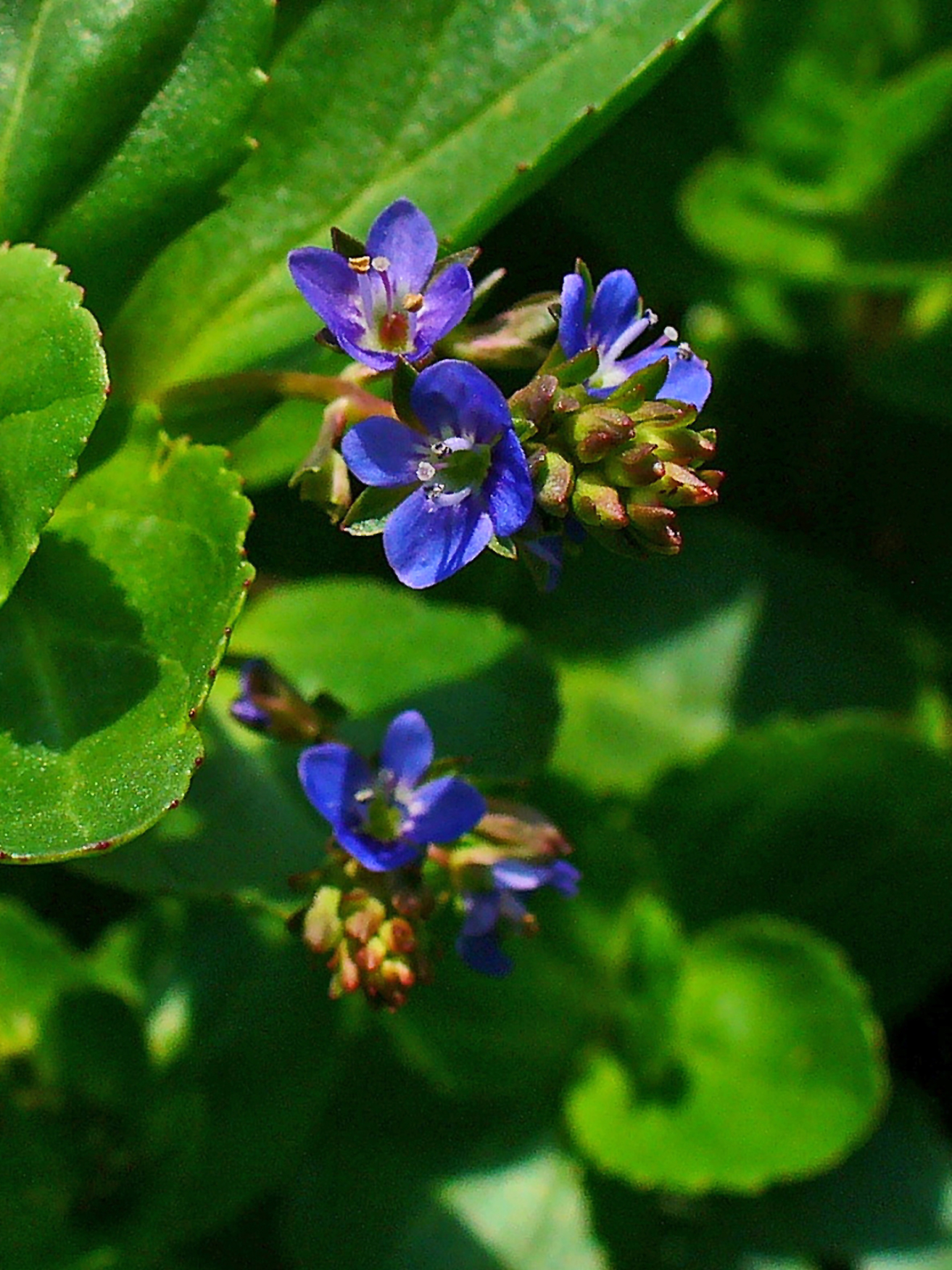
Bobornic (Veronica beccabunga)

## Floră
Aria naturală reprezintă o zonă umedă (ochiuri de apă, teren mlaștinos, bălți) cu elemente higrofile, printre care sunt întâlnite specii floristice de stuf (Phragmites australis), papură (Typha), spetează (Juncus effusus), rogoz din speciile Carex riparia și Carex vulpina, limbariță (Alisma plantago-aquatica), lintiță (din speciile Lemna triscula și Lemna minor), buzdugan-de-apă (Sparganium erectum), rourică (Glyceria maxima), cosor (Ceratophyllum demersum), stânjenel de baltă (Iris pseudacorus), veninariță (Gratiola officinalis), broscariță (Potamogeton natans) sau bobornic (Veronica beccabunga).

## Căi de acces
- Drumul național (DN73) Pitești - Mărăcineni - DN73D - Mioveni - Valea Stânii - Conțești

## Galerie foto

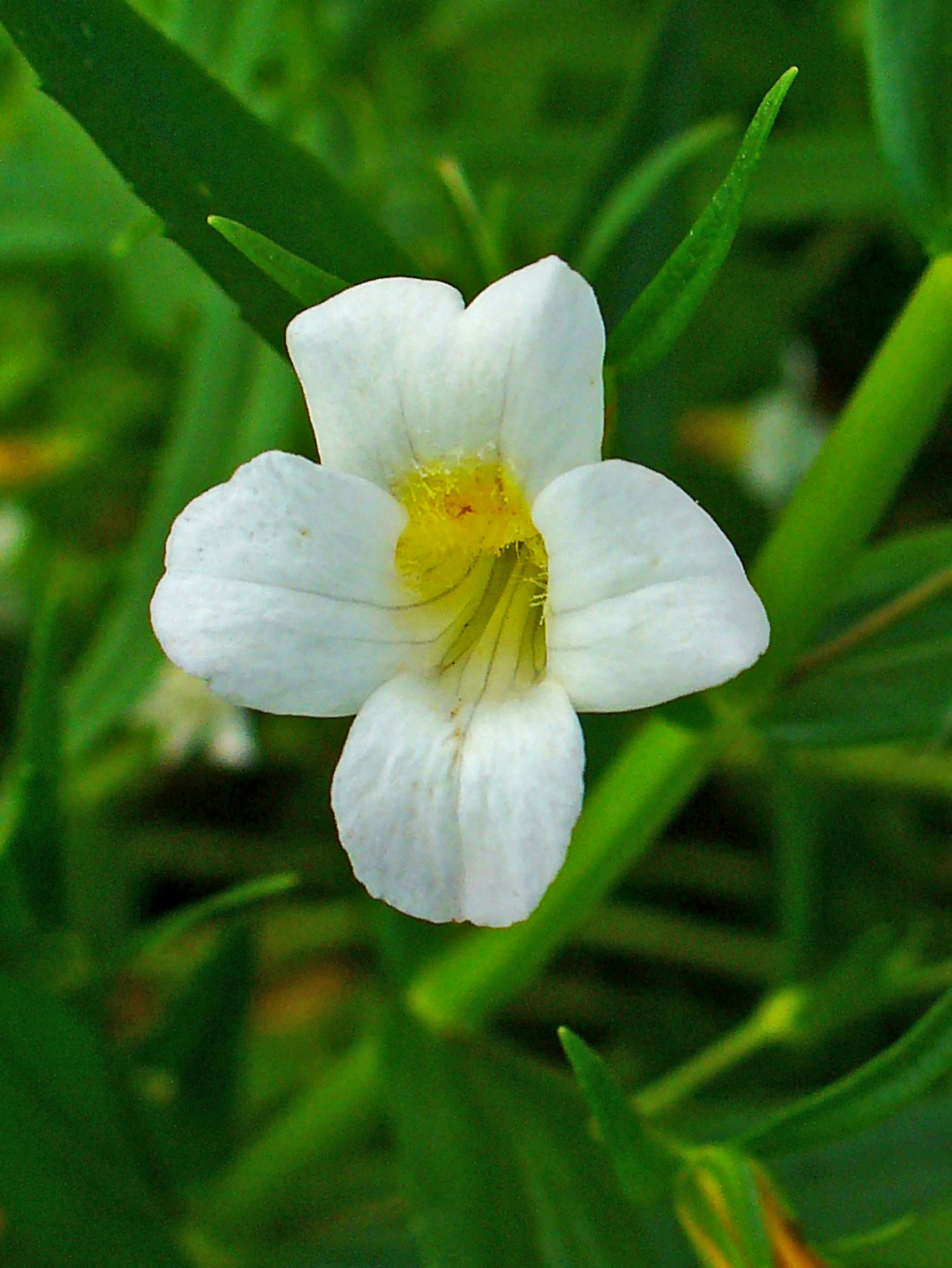
Veninariţă
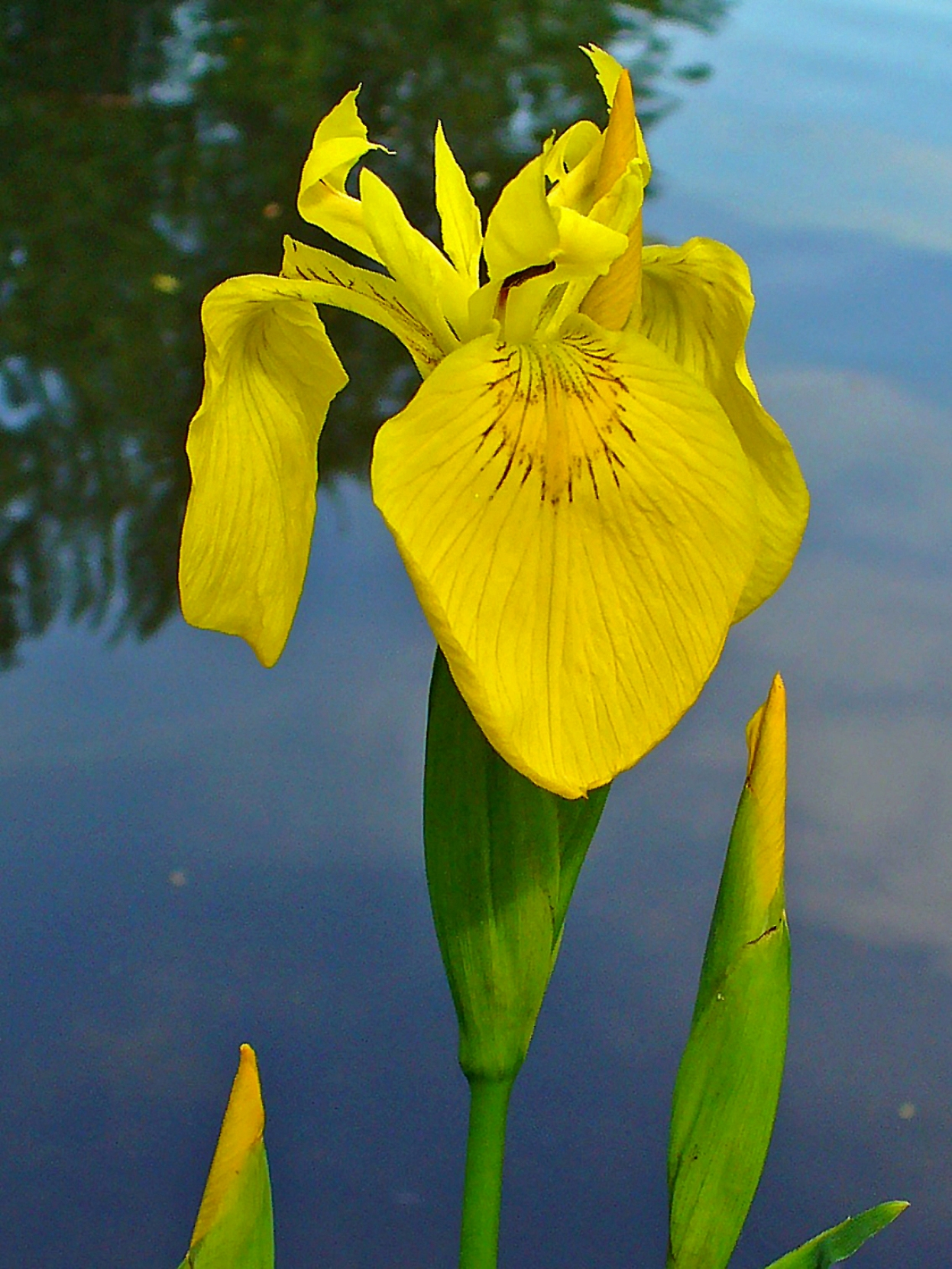
Stânjenel de baltă
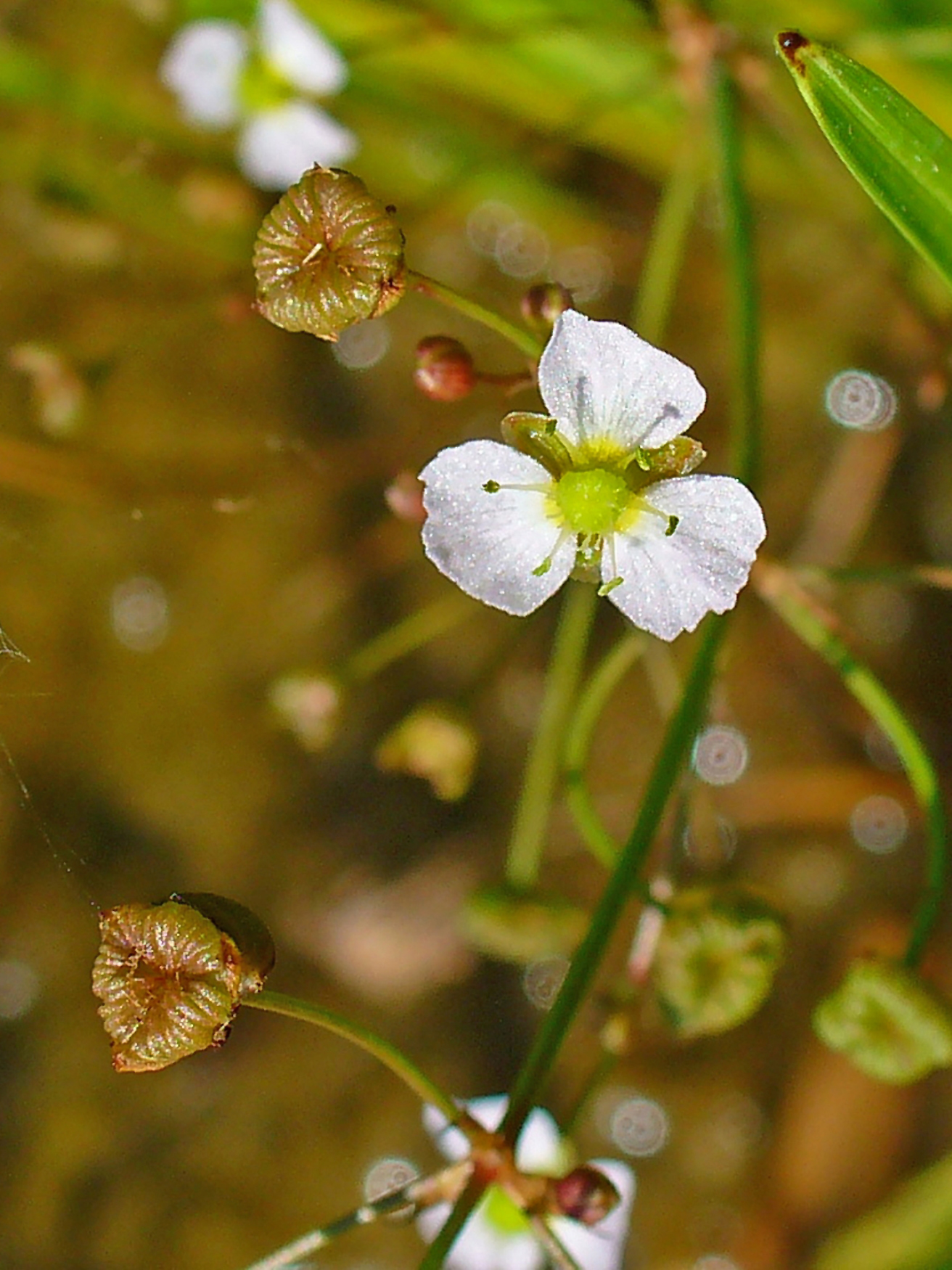
Limbariţă